# Donald Alan Thomas
Donald Alan Thomas (* 6. května 1955 v Clevelandu, stát Ohio) je americký doktor filozofie a kosmonaut. Ve vesmíru byl čtyřikrát.

## Život

### Studium a zaměstnání
V rodném městě Cleveland vychodil do roku 1973 střední školu Cleveland Heights High School. Další studium absolvoval na Case Western Reserve University a Cornell University v Ithace. Doktorát zde získal v roce 1982. Ihned poté nastoupil do společnosti AT&T Bell Laboratories v Princetonu. V roce 1987 změnil zaměstnavatele a nastoupil k společnosti Lockheed Engineering an Science Co. v Houstonu a rok poté k NASA ve stejném městě.
V letech 1990 až 1991 absolvoval výcvik budoucích kosmonautů v Houstonu, poté byl zařazen do tamní jednotky astronautů NASA. Zde setrval do roku 2003. I pak v NASA zůstal.
Oženil se, jeho první manželkou se stala Kristine, rozená Castanola. Podruhé se oženil s Simone Lehmannovou.
Má přezdívku Don.

### Lety do vesmíru
Na oběžnou dráhu se v raketoplánu dostal čtyřikrát ve funkci letového specialisty, strávil ve vesmíru celkem 43 dní, 8 hodin a 13 minut. Byl 312 člověkem ve vesmíru.
- STS-65 Columbia (8. července 1994 – 23. července 1994)
- STS-70 Discovery (13. červenec 1995 – 22. červenec 1995)
- STS-83 Columbia (4. dubna 1997 – 8. dubna 1997)
- STS-94 Columbia (1. července 1997 – 17. července 1997)